# Kontynentalne kwalifikacje w piłce siatkowej mężczyzn do Letnich Igrzysk Olimpijskich 2020
Europejskie kwalifikacje stanowiły drugą szansę (po Interkontynentalnym turnieju kwalifikacyjnym) dla drużyn zrzeszonych w Europejskiej Konfederacji Piłki Siatkowej (CEV) na awans do turnieju olimpijskiego w piłce siatkowej mężczyzn na Letnich Igrzyskach Olimpijskich 2020.
Rozgrywki te, w przeciwieństwie od poprzedniej edycji, składały się tylko z jednej rundy. Udział w niej miało zapewnione osiem najlepszych zespołów rankingu europejskiego, które nie zdołały zakwalifikować się na igrzyska olimpijskie poprzez Interkontynentalny Turniej Kwalifikacyjny. Europejski Turniej Kwalifikacyjny został rozegrany w dniach 5–10 stycznia 2020 roku w niemieckiej hali Max-Schmeling-Halle w Berlinie.
Awans na igrzyska olimpijskie uzyskał tylko zwycięzca turnieju.

## System rozgrywek
Zespoły podzielone zostały na dwie grupy (A i B). Z każdej grupy dwie najlepsze drużyny awansowały do półfinałów, po których rozegrany był finał. Do turnieju olimpijskiego awans uzyskał zwycięzca turnieju.

## Uczestnicy
8 drużyn, najwyżej sklasyfikowanych w rankingu CEV na 30 września 2019 roku, które nie zdobyły kwalifikacji do turnieju olimpijskiego.
- Serbia (1)
- Francja (3)
- Belgia (6)
- Słowenia (7)
- Bułgaria (8)
- Holandia (9)
- Niemcy (10, gospodarz)
- Czechy (11)

## Faza grupowa[3]

### Grupa A[4]
Tabela
| Lp. | Drużyna  | Mecze | Mecze   | Mecze   | Pkt | Sety | Sety | Sety  | Małe punkty | Małe punkty | Małe punkty |
| Lp. | Drużyna  | M     | W (3:2) | P (2:3) | Pkt | wyg. | prz. | ratio | zdob.       | str.        | ratio       |
| --- | -------- | ----- | ------- | ------- | --- | ---- | ---- | ----- | ----------- | ----------- | ----------- |
| 1.  | Słowenia | 3     | 3 (1)   | 0 (0)   | 8   | 9    | 3    | 3.000 | 294         | 270         | 1.089       |
| 2.  | Niemcy   | 3     | 2 (0)   | 1 (1)   | 7   | 8    | 3    | 2.667 | 263         | 242         | 1.087       |
| 3.  | Belgia   | 3     | 1 (1)   | 2 (0)   | 2   | 3    | 8    | 0.375 | 249         | 267         | 0.933       |
| 4.  | Czechy   | 3     | 0 (0)   | 3 (1)   | 1   | 3    | 9    | 0.333 | 263         | 290         | 0.907       |

Źródło: [ cev.eu]
Punktacja: 3:0 i 3:1 – 3 pkt; 3:2 – 2 pkt; 2:3 – 1 pkt; 1:3 i 0:3 – 0 pkt
Zasady ustalania kolejności: 1. liczba zwycięstw; 2. liczba punktów; 3. stosunek setów; 4. stosunek małych punktów; 5. bilans w bezpośrednich meczach
Wyniki spotkań
| Data       | Godz. | Drużyna 1 | Wynik | Drużyna 2 | 1     | 2     | 3     | 4     | 5     | Widzów | * |
| ---------- | ----- | --------- | ----- | --------- | ----- | ----- | ----- | ----- | ----- | ------ | - |
| 05.01.2020 | 16:30 | Słowenia  | 3:0   | Belgia    | 25:23 | 28:26 | 25:20 |       |       | 3075   | 1 |
| 05.01.2020 | 19:30 | Czechy    | 0:3   | Niemcy    | 19:25 | 22:25 | 20:25 |       |       | 4129   | 2 |
|            |       |           |       |           |       |       |       |       |       |        |   |
| 06.01.2020 | 20:10 | Belgia    | 0:3   | Niemcy    | 18:25 | 23:25 | 24:26 |       |       | 2519   | 3 |
|            |       |           |       |           |       |       |       |       |       |        |   |
| 07.01.2020 | 17:00 | Belgia    | 3:2   | Czechy    | 21:25 | 28:26 | 25:20 | 22:25 | 19:17 | 1132   | 4 |
| 07.01.2020 | 20:10 | Niemcy    | 2:3   | Słowenia  | 34:32 | 20:25 | 25:19 | 21:25 | 12:15 | 2377   | 5 |
|            |       |           |       |           |       |       |       |       |       |        |   |
| 08.01.2020 | 17:30 | Słowenia  | 3:1   | Czechy    | 25:12 | 28:26 | 19:25 | 28:26 |       | 891    | 6 |

### Grupa B
Tabela
| Lp. | Drużyna  | Mecze | Mecze   | Mecze   | Pkt | Sety | Sety | Sety  | Małe punkty | Małe punkty | Małe punkty |
| Lp. | Drużyna  | M     | W (3:2) | P (2:3) | Pkt | wyg. | prz. | ratio | zdob.       | str.        | ratio       |
| --- | -------- | ----- | ------- | ------- | --- | ---- | ---- | ----- | ----------- | ----------- | ----------- |
| 1.  | Bułgaria | 3     | 3 (2)   | 0 (0)   | 7   | 9    | 4    | 2.250 | 285         | 260         | 1.096       |
| 2.  | Francja  | 3     | 1 (0)   | 2 (2)   | 5   | 7    | 6    | 1.167 | 281         | 271         | 1.037       |
| 3.  | Serbia   | 3     | 1 (0)   | 2 (1)   | 4   | 5    | 6    | 0.833 | 246         | 237         | 1.038       |
| 4.  | Holandia | 3     | 1 (1)   | 2 (0)   | 2   | 3    | 8    | 0.375 | 209         | 253         | 0.826       |

Źródło: [ cev.eu]
Punktacja: 3:0 i 3:1 – 3 pkt; 3:2 – 2 pkt; 2:3 – 1 pkt; 1:3 i 0:3 – 0 pkt
Zasady ustalania kolejności: 1. liczba zwycięstw; 2. liczba punktów; 3. stosunek setów; 4. stosunek małych punktów; 5. bilans w bezpośrednich meczach
Wyniki spotkań
| Data       | Godz. | Drużyna 1 | Wynik | Drużyna 2 | 1     | 2     | 3     | 4     | 5     | Widzów | * |
| ---------- | ----- | --------- | ----- | --------- | ----- | ----- | ----- | ----- | ----- | ------ | - |
| 05.01.2020 | 13:30 | Francja   | 3:0   | Serbia    | 25:21 | 25:21 | 25:22 |       |       | 2538   | 1 |
|            |       |           |       |           |       |       |       |       |       |        |   |
| 06.01.2020 | 14:00 | Holandia  | 0:3   | Serbia    | 18:25 | 18:25 | 17:25 |       |       | 937    | 2 |
| 06.01.2020 | 17:00 | Bułgaria  | 3:2   | Francja   | 25:23 | 17:25 | 25:22 | 19:25 | 15:8  | 2188   | 3 |
|            |       |           |       |           |       |       |       |       |       |        |   |
| 07.01.2020 | 14:00 | Bułgaria  | 3:0   | Holandia  | 25:19 | 25:16 | 25:15 |       |       | 589    | 4 |
|            |       |           |       |           |       |       |       |       |       |        |   |
| 08.01.2020 | 14:30 | Serbia    | 2:3   | Bułgaria  | 21:25 | 26:24 | 22:25 | 25:20 | 13:15 | 1058   | 5 |
| 08.01.2020 | 20:45 | Francja   | 2:3   | Holandia  | 25:21 | 25:20 | 22:25 | 19:25 | 12:15 | 623    | 6 |

## Faza pucharowa

### Półfinały
| Data       | Godz. | Drużyna 1 | Wynik | Drużyna 2 | 1     | 2     | 3     | 4     | 5    | Widzów | * |
| ---------- | ----- | --------- | ----- | --------- | ----- | ----- | ----- | ----- | ---- | ------ | - |
| 09.01.2020 | 17:00 | Słowenia  | 2:3   | Francja   | 25:13 | 25:22 | 14:25 | 21:25 | 9:15 | 3174   | 1 |
| 09.01.2020 | 20:10 | Bułgaria  | 1:3   | Niemcy    | 20:25 | 23:25 | 25:20 | 23:25 |      | 4288   | 2 |

### Finał
| Data       | Godz. | Drużyna 1 | Wynik | Drużyna 2 | 1     | 2     | 3     | 4 | 5 | Widzów | * |
| ---------- | ----- | --------- | ----- | --------- | ----- | ----- | ----- | - | - | ------ | - |
| 10.01.2020 | 20:10 | Francja   | 3:0   | Niemcy    | 25:20 | 25:20 | 25:23 |   |   | 6577   | 1 |

## Nagrody indywidualne
| Najlepszy rozgrywający | Najlepszy atakujący | Najlepsi przyjmujący            | Najlepsi środkowi              | Najlepszy libero  |
| ---------------------- | ------------------- | ------------------------------- | ------------------------------ | ----------------- |
| Lukas Kampa            | Jean Patry          | Denis Kaliberda Earvin N'Gapeth | Wiktor Josifow Nicolas Le Goff | Jenia Grebennikov |

## Klasyfikacja końcowa
| Miejsce | Zespół   |
| ------- | -------- |
| 1.      | Francja  |
| 2.      | Niemcy   |
| 3.      | Słowenia |
| 3.      | Bułgaria |
| 5.      | Serbia   |
| 5.      | Belgia   |
| 7.      | Holandia |
| 7.      | Czechy   |

|  | Kwalifikacja na igrzyska olimpijskie |